# Myriam Bronzwaar
Myriam Bronzwaar (* 28. September 1965 in Hasselt, Belgien) ist eine belgische Schauspielerin.

## Leben
Myriam Bronzwaar begann ihre Schauspielausbildung gemeinsam mit Ingeborg Sergeant und Stef Bos am Studio Herman Teirlinck in Antwerpen und schloss diese 1988 ab. Zusammen mit Ingeborg Sergeant gründete sie das Kabarettduo Zwiep en Brons, für das beide 1988 mit dem Jurypreis des Leidener Kabarettfestivals ausgezeichnet wurden. Sie wurde vor allem bekannt durch ihre komischen Rollen in diversen flämischen Fernsehserien. Myriam Bronzwaar wirkte auch in verschiedenen Musicals mit, wie Doornroosje oder Grease. Für ihre Rolle in der flämischen Version von Mamma Mia! wurde 2006 mit dem Flämischen Musicalpreis ausgezeichnet. Seit Juni 2010 ist sie als Haushälterin Bertha in dem Theaterstück Boeing Boeing zu sehen.

## Filmografie (Auswahl)
- 1989: Oei, Jacques (Fernsehserie)
- 1993: Daens
- 1995: Sie schaut, sie schaut nicht (Ze kijkt, ze kijkt niet)
- 1999–2003: Big & Betsy (Fernsehserie)
- 2001–2003: Droge voeding, kassa 4 (Fernsehserie)
- 2004: Verschoten & Zoon (Fernsehserie)
- 2006–2007: Spoed (Fernsehserie)
- 2007–2010: Thuis (Fernsehserie)
- 2008: F.C. De Kampioenen (Fernsehserie)